# Irish Recorded Music Association
Irish Recorded Music Association (IRMA) er en almennyttig organisation, der styrer musikindustrien i Irland.

## Bestyrelsefirmaer
The recording companies and other music-related companies that are on the IRMA board are:
- Warner Music Ireland
- Universal Music Ireland
- Sony Music Ireland (tidligere Sony BMG Ireland)
- IML Irish Music Licensing Ltd
- Faction Records
- Rubyworks